# City
City je drugi studijski album kanadskog ekstremnog metal sastava Strapping Young Lad. Diskografska kuća Century Media Records objavila ga je 11. veljače 1997. godine. Uradak je ponovno bio objavljen 2007. godine s nekoliko bonus pjesama i drugačijom naslovnicom. Frontmen Devin Townsend u vrijeme snimanja Cityja u grupu je doveo trajne članove, među kojima su bili bubnjar Gene Hoglan i Townsendovi bivši kolege: gitarist Jed Simon i basist Byron Stroud. Album je dobio pohvale kritičara, a časopis Revolver nazvao ga je jednim od "najboljih metal albuma svih vremena".

## Pozadina
Nakon što je prvi album Strapping Young Lada, Heavy as a Really Heavy Thing, objavio dok je to još bio soloprojekt, Townsend je za drugi album odlučio stvoriti trajnu postavu: u sastav je pozvao gitarista Jeda Simona, basista Byrona Strouda i bubnjara Genea Hoglana.
Devin se preselio u Ujedinjeno Kraljevstvo kako bi radio s grupom The Wildhearts, a potom se vratio u Vancouver kako bi radio u restoranu. Zatim je odlučio otići u Los Angeles, "kamo se preselio s nekoliko prijatelja; spavao sam na njihovom kauču i skladao "Ocean Machine" i "City". Album je nadahnuo grad Los Angeles, ali na njega su utjecali i japanski televizijski anime serijal Dirty Pair i manga Battle Angel Alita Yukita Kishira.
Glavni dio pjesama za album bio je skladan od siječnja do travnja 1996. godine. U isto je vrijeme Townsend radio na skladbama za svoj prvi samostalni album, Ocean Machine: Biomech, koji je također bio objavljen 1997. godine. Snimanje albuma odvijalo se u studiju The Mothership Studio u Los Angelesu; njegovi producenti, Townsend i Daniel Bergstrand, miksali su ga u Soundfront Studiosu u Uppsali. Izvorno je ime albuma bilo Heavier Than the Last One. Na određenim pjesmama pjeva zbor, koji su činili Chris Valagao, Pete Maia i basist Byron Stroud. Chris Valagao i Tanya Evans bili su i gostujući pjevači na uratku.
Za pjesmu "Detox" bio je snimljen i glazbeni spot, a bio je objavljen 15. ožujka 1997. godine. Iako je u prve dvije godine nakon objave bilo prodano samo 114 primjeraka debitantskog albuma, City je u prvom tjednu objave bio prodan u 9.000 primjeraka. Budući da je debitantski album podbacio, Townsend je u međuvremenu radio kao perač suđa u jednom restoranu.
City je bio remasteriran i ponovno objavljen 2007. godine; ta je inačica albuma sadržavala nekoliko prethodno neobjavljenih pjesama, japansku bonus skladbu i glazbeni spot za pjesmu "Detox". Još jednom je ponovno bio objavljen 2012. godine; uz tu inačicu kao bonus CD bio je priložen koncertni album For Those Aboot to Rock: Live at the Commodore. Teddy Möller (pod pseudonimom "Septic Ted") iz Loch Vostoka svirao je saksofon na skladbi "Headrhoid".
Bonus skladba "Centipede" pojavila se na svim inačicama uratka No Sleep 'till Bedtime; u njoj je semplirana glazbena petlja iz pjesme "Happiness in Slavery" grupe Nine Inch Nails.

## Glazbeni stil i tekstovi
Frank Albrecht napisao je: "Townsend i njegovi momci nastavljaju stvarati glazbu koja nadilazi sve glazbene norme i zakone, a koriste se najekstremnijim stilističkim sredstvima koja su im pri ruci: gadnim industrialom, besramnim death metalom, divljim grindcoreom, brzim hardcoreom i svim vrstama ludih zvukova na sintesajzeru. Sve to zajedno stvara vrlo apokaliptičan nered, ali nekim čudom sve to zvuči potpuno logično i razumljivo. […] Čak i ako kakofonije kao što je pjesma "Home Nucleonics" na prvi pogled navode na drugačiji zaključak: S.Y.L. ne samo da stvara čistu buku, već spaja čudne zvukovne tvorevine s melodičnim dodacima, potpuno staje na pedalu za gas, a skupini uvelike doprinosi odlično bubnjanje čovjeka zvijeri Genea Hoglana. Ponekad zvuči kao ekstremna inačica Fear Factoryja […]."
Robert Müller iz Metal Hammera komentirao je da je Hoglanovo prisustvo bilo ključno jer je u CD udahnuo život, odnosno strah, bol i osjećaje. Taj "žestoki armagedon zvuka" aludira na različite stvari; na određenim mjestima stil nalikuje onom Fear Factoryja, a tu je i očita obrada pjesme "Room 429" grupe Cop Shoot Cop. Matthias Mineur u inačici Metal Hammera iz ožujka 2003. godine osvrnuo se na tri SYL-ova albuma iz devedesetih i zaključio da su utemeljeni na konceptu zvuka koji nije mario za uobičajene glazbene oblike i vrijednosti.
John Serba iz AllMusica opisao je Strapping Young Lad kao "industrial thrash metal sastav koji stvara bučni zid". Berger sa stranice laut.de također je istaknuo tehniku zvučnog zida. Serba je rekao da je City "potpuno manijakalni cybergrind". Istaknuo je da je Heavy as a Really Heavy Thing bio prikladno nazvan, ali da je njegov nasljednik "malo više usredotočen, zreo i da, žestok". Dodao je da je u usporedbi s Townsendovim samostalnim albumima zvuk manje oblikovan, progresivan i ambiciozan, da su aranžmani pjesama shizoidni i da se Townsend u pjesmama služio ironijom. Uz to, istaknuo je da se Townsend posvetio "pretjeranim klišejima žanra metala [...] s manijakalnim osmijehom na licu" i da je shvatio da su "jednostavno apsurdni". Prema Bergerovim riječima skupina na Cityju ekscentričnost prethodnog albuma dovodi do ekstrema. Dodao je da je u usporedbi s ostalim Townsendovim uradcima City "gotovo potpuno lišen humora" i da na albumu Townsend kanalizira "frustriranost, ljutnju, strah, svadljivost i uzbuđenje [...] baveći se ponorom koji prebiva u gradu, industriji, čovječanstvu i njemu samome". Prema Martinu Popoffu u knjizi The Collector’s Guide of Heavy Metal Volume 3: The Nineties glazba je mješavina Brutal Trutha i Cheap Tricka; sastoji se od bijele buke i tehnički sofisticiranog thrash metala.
U intervjuu s Frankom Albrechtom Townsend je izjavio: "Novi je album zapravo bolje strukturiran. Više nije prisutan kaos samo da bi bio prisutan kaos. S emocionalnog i tekstualnog gledišta City je ekstremniji od prethodnika." Dodao je: "Fasciniraju me veliki gradovi. Neko sam vrijeme živio u Tokiju – bio je to doista velik grad. Tijekom rada na albumu živio sam u Los Angelesu i tekstovi su neka vrsta dnevnika. No to nije izjava ljubavi jer, naravno, život u velikome gradu ima i svojih loših strana koje ne skrivam. Ne mogu javno iskazati svoje osjećaje drugim ljudima, pa se koristim glazbom i tekstovima kao ispušnim ventilom. Smatram da su tekstovi vrlo važni i više puta sam rekao da mnogi izvođači zapravo jako malo toga kažu u svojim pjesmama." U intervjuu s Wolf-Rüdigerom Mühlmannom 1998. godine komentirao je: "Za svaku vrstu glazbe želim stvoriti određenu vrstu atmosfere. Za City to je bio užurbani, bolesni grad pred smakom svijeta."

## Recenzije
City je dobio vrlo pozitivne kritike. Časopis Kerrang! pohvalio je žestinu albuma i izjavio da zvuči poput "guranja glave u mlaznicu nevidljivog bombardera", dok ga je Metal Hammer postavio na 13. mjesto popisa "Najboljih 20 albuma 1997. godine". Stekao je kultni status i skupini priskrbio odanu grupu obožavatelja. Mnogi obožavatelji i recenzenti City smatraju najboljim uratkom sastava.
U vrijeme objave City je dosljedno dobivao visoke ocjene (8 od 10 bodova odnosno pola boda više ili manje) na "Richterovoj ljestvici" časopisa Rock Hard, zbog čega se ondje našao na četvrtom mjestu. Frank Albrecht dao mu je ocjenu 8.5 i izjavio da se "taj uređeni kaos ne može vrednovati uobičajenim glazbenim standardima". U istom je časopisu u travnju 1998. godine Wolf-Rüdiger Mühlmann izjavio da je City "već jedna od najnasilnijih kombinacija industriala i metala svih vremena" Michael Rensen nazvao ga je "klasičnim albumom" u srpnju 1998. i "prekretnicom" u studenom 2000. godine. Robert Müller u časopisu Metal Hammer izjavio je da sumnja da će uradak biti popularan među uobičajenim slušateljima glazbe, ali da je nedvojbeno moderan album. Dao mu je šest od sedam bodova.
Web-stranica Laut.de uvrstila je album u svoju kategoriju "prekretnica" i dodijelila mu najveću ocjenu, što je uobičajeno za uratke koji se nađu u toj kategoriji. U recenziji te web-stranice Manuel Berger napisao je da je City nesumnjivo "potpuni nered [...], ali je svejedno odličan". K tome, glazbu je opisao kao "ozvukovljeno ludilo". Također ga je impresionirala Townsendova glazbena raznolikost, kojoj je dokaz bilo to što su 1997. godine bili objavljeni agresivni City i stilski potpuno drugačiji Ocean Machine: Biomech. John Serba iz AllMusica dao mu je četiri od pet zvjezdica. Izjavio je da je bombastičnost albuma smiješna i da su tekstovi pjesama na njemu bizarni, granični i prepuni ideja. Dodao je i da je uradak potvrdio činjenicu da je Townsend genij poremećena uma i da ga pritišću "vrlo žestoke stvari". Martin Popoff dodijelio mu je osam bodova u svojoj knjizi The Collector’s Guide of Heavy Metal Volume 3: The Nineties. Komentirao je da je Townsend na albumu pokazao da je talentiran i inteligentan, a da su pjesme emotivne i melodične. Zaključio je da je to uradak koji je definirao Strapping Young Lad.
Godine 2002. uradak se pojavio na 45. mjestu popisa "69 najboljih metal albuma svih vremena" časopisa Revolver, a 2005. godine i na njegovom popisu "Albumi koje morate imati". Također je bio uvršten u popis "100 najvažnijih albuma iz devedesetih" časopisa Terrorizer. Sam je Townsend izjavio da je City "pravi Strappingov album. Bolji je od svih ostalih". City je u prvom tjednu objave bio prodan u više od 9.000 primjeraka. Pjesmu "Oh My Fucking God" kasnije je obradila kanadska ekstremna metal skupina Cryptopsy za kompilaciju koju je objavio Century Media Records.

## Popis pjesama
Tekstovi i glazba: Devin Townsend. 
| 1.    | »Velvet Kevorkian«                        | 1:17 |
| 2.    | »All Hail the New Flesh«                  | 5:24 |
| 3.    | »Oh My Fucking God«                       | 3:35 |
| 4.    | »Detox«                                   | 5:37 |
| 5.    | »Home Nucleonics«                         | 2:31 |
| 6.    | »AAA«                                     | 5:22 |
| 7.    | »Underneath the Waves«                    | 3:40 |
| 8.    | »Room 429« (obrada pjesme Cop Shoot Copa) | 5:21 |
| 9.    | »Spirituality«                            | 6:35 |
| 39:22 |                                           |      |

| Bonus skladbe s reizdanja iz 2007. godine | Bonus skladbe s reizdanja iz 2007. godine       | Bonus skladbe s reizdanja iz 2007. godine | Bonus skladbe s reizdanja iz 2007. godine | Bonus skladbe s reizdanja iz 2007. godine | Bonus skladbe s reizdanja iz 2007. godine | Bonus skladbe s reizdanja iz 2007. godine | Bonus skladbe s reizdanja iz 2007. godine | Bonus skladbe s reizdanja iz 2007. godine | Bonus skladbe s reizdanja iz 2007. godine |
| Br.                                       | Skladba                                         | Trajanje                                  |                                           |                                           |                                           |                                           |                                           |                                           |                                           |
| ----------------------------------------- | ----------------------------------------------- | ----------------------------------------- | ----------------------------------------- | ----------------------------------------- | ----------------------------------------- | ----------------------------------------- | ----------------------------------------- | ----------------------------------------- | ----------------------------------------- |
| 10.                                       | »Centipede« (bonus skladba za japansko tržište) | 7:52                                      |                                           |                                           |                                           |                                           |                                           |                                           |                                           |
| 11.                                       | »Home Nucleonics ('96 Demo)«                    | 3:03                                      |                                           |                                           |                                           |                                           |                                           |                                           |                                           |
| 12.                                       | »Headrhoid (Gunt Demo)«                         | 1:39                                      |                                           |                                           |                                           |                                           |                                           |                                           |                                           |
| 13.                                       | »Detox ('96 Demo)«                              | 5:48                                      |                                           |                                           |                                           |                                           |                                           |                                           |                                           |
| 14.                                       | »AAA ('96 Demo)«                                | 5:22                                      |                                           |                                           |                                           |                                           |                                           |                                           |                                           |
| 63:06                                     |                                                 |                                           |                                           |                                           |                                           |                                           |                                           |                                           |                                           |

## Zasluge
| Strapping Young Lad - Devin Townsend – vokali, gitara, produkcija, uređivanje, miksanje - Jed Simon – gitara - Byron Stroud – bas-gitara, zborski vokali - Gene Hoglan – bubnjevi Dodatni glazbenici - Adrian (Dances With Chicken) White – dodatni aranžman bubnjeva (na pjesmi "AAA") - Septic Ted – saksofon, dodatni vokali - Pete "This Beer Reminds Me of the Beaches in Portugal" Maia – zborski vokali - The Tower – zborski vokali, overdubovi - Puffy T – dodatni vokali - E. Val – dodatni i zborski vokali - The Snus Goose – dodatni vokali - Tanya Evans – dodatni vokali | Ostalo osoblje - Marcello Gomes – pomoćni tonac - Steve Good – pomoćni tonac - Mc2 – uređivanje, tonac (overdubova) - Masa Noda – fotografija - Daniel Collins – fotografija - Daniel Bergstrand – tonac, miksanje - Degenerate – dizajn - Mircea Gabriel Eftemie – omot albuma |